# Jayma Mays
Jayma Suzette Mays (* 16. července 1979, Bristol, Tennessee, Spojené státy americké) je americká televizní a filmová herečka a také zpěvačka. Její nejznámější televizní role je Emma Pillsbury v seriálu Glee a ztvárnila roli Grace Winslow ve filmech Šmoulové a Šmoulové 2.

## Životopis
Vyrůstala v městě Grundy ve Virginii jako dcera Paulette a Jamese Maysových. Mezi její záliby v dětství patřilo vše od zpěvu až k matematice. Po absolvování střední školy v Grundy navštěvovala Southwest Virginia Community College, poté přestoupila na Virginia Tech a nakonec skončila na Radfordské univerzitě, kde absolvovala v oboru múzických umění.

## Kariéra
V televizi se objevila poprvé v roce 2004, v seriálu Joey. Rok poté absolvovala svůj filmový debut ve vedlejší roli ve filmu Noční let. Pak se začala v malých rolích objevovat v seriálech jako třeba Odpočívej v pokoji, Hrdinové, Jak jsem poznal vaši matku, The Comeback, Řekni, kdo tě zabil a zahrála si pacientku v seriálu Dr. House.
Při natáčení filmu Děsnej doják, kde ztvárnila jednu z hlavních rolí, potkala svého budoucího manžela, Adama Campbella. V roce 2007 také hrála ve videoklipu k písni „Awakening“ americké kapely Switchfoot.
V letech 2009 až 2015 ztvárnila výchovnou poradkyni Emmu Pillsbury v seriálu Glee, který vysílala americká televizní stanice Fox.
V březnu 2010 bylo oznámeno, že si zahraje hlavní roli ve filmu Šmoulové a v roce 2013 se objevila i v jeho pokračování s názvem Šmoulové 2. V roce 2013 získala roli v sitcomu stanice CBS, Millerovi. První série měla premiéru 3. října 2013 a 2. série dne 20. října 2014. Po boku Patricie Clarkson a Zacharyho Bootha se v roce 2014 objevila ve filmu Last Weekend.

## Filmografie

### Film
| Rok  | Název                                      | Role                       | Poznámky    |
| ---- | ------------------------------------------ | -------------------------- | ----------- |
| 2005 | Noční let                                  | Cynthia                    |             |
| 2006 | Rande naslepo                              | Mandy                      |             |
| 2006 | Vlajky našich otců                         | zdravotní sestra na Havaji |             |
| 2007 | Chechták                                   | herečka v čekací místnosti |             |
| 2007 | Velkej biják                               | Lucy                       |             |
| 2007 | Bar Starz                                  | Tiffany                    |             |
| 2008 | Dostaňte agenty Bruce a Lloyda             | Nina                       |             |
| 2009 | Policajt ze sámošky                        | Amy Anderson               | Hlavní role |
| 2011 | Šmoulové                                   | Grace Winslow              | Hlavní role |
| 2013 | Šmoulové 2                                 | Grace Winslow              |             |
| 2013 | Last Weekend                               | Blake Curtis               |             |
| 2015 | Larry Gaye: Renegade Male Flight Attendant | April Farnekowski          |             |
| 2015 | Policajt ze sámošky 2                      | Amy Anderson               | Cameo       |
| 2017 | Barry Seal: Nebeský gauner                 | Dana Sibota                |             |
| 2020 | Bill & Ted Face the Music                  | princezna Joanna           |             |

### Televize
| Role      | Název                                  | Role              | Poznámky |
| --------- | -------------------------------------- | ----------------- | --- |
| 2004      | Joey                                   | Molly             | díl: „Joey a párty“                                                                                               |
| 2005      | Návrat na výsluní                      | prodavačka        | díl: „Valerie Demands Dignity“                                                                                    |
| 2005      | Odpočívej v pokoji                     | Donna             | díl: „Mír v duši“                                                                                                 |
| 2005      | Jak jsem poznal vaši matku             | šatnářka          | díl: „Boží klub“                                                                                                  |
| 2005      | Stacked                                | Brenda            | díl: „Nobody Says I Love You“                                                                                     |
| 2005      | Vincentův svět                         | Jennifer          | díl: „Promiň, Ari“                                                                                                |
| 2006      | If You Lived Here, You'd Be Home Now   | Sandra            | Televizní pilot                                                                                                   |
| 2006      | 30 Even Scarier Movie Moments          | sama sebe         | minisérie |
| 2006      | Dr. House                              | Hannah            | díl: „Spící psi lžou“                                                                                             |
| 2006      | Studio 60                              | Daphne            | díl: „Pilot“ |
| 2006      | Hrdinové                               | Charlie Andrews   | díly: „Za sedm minut dvanáct“, „Majáles“, „Před šesti měsíci“, „Tabula rasa“, „Konec epochy“ a „Tenkrát v Texasu“ |
| 2007      | Nice Girls Don't Get the Corner Office | Angela            | Televizní pilot                                                                                                   |
| 2007      | Ošklivá Betty                          | Charlie           | 6 dílů |
| 2007      | Posel ztracených duší                  | Jennifer Billings | díl: „The Underneath“                                                                                             |
| 2007      | Řekni, kdo tě zabil                    | Elsita            | díl: „Holoubek“                                                                                                   |
| 2007      | Drunk History                          | Annabelle         | díl: „Drunk History Vol. 2.5: Featuring Jack Black“                                                               |
| 2008      | Zpátky do studia                       | Shelley           | díl: „Rande s překvapením“                                                                                        |
| 2009–2015 | Glee                                   | Emma Pillsbury    | hlavní role (1.–3. řada), vedlejší role (4.–6. řada), 61 dílů                                                     |
| 2012–2014 | Liga snů                               | Trixie Von Stein  | 6 dílů |
| 2013–2015 | Millerovi                              | Debbie            | hlavní role, 34 dílů                                                                                              |
| 2013      | Jak jsem poznal vaši matku             | šatnářka          | díl: „Návštěva z budoucnosti“                                                                                     |
| 2014      | Drunk History                          | Abigail Adams     | díl: „Philadelphia“                                                                                               |
| 2014–2015 | Život je boj                           | Susie Sasso       | 4 díly |
| 2015–2018 | Dobrodružství Kocoura v botách         | Dulcinea (hlas)   | hlavní role, 52 dílů                                                                                              |
| 2015      | Léto k nepřežití: První den v táboře   | Jessica           | 2 díly |
| 2017–2018 | Trial & Error                          | Carol Anne Keane  | hlavní role, 23 dílů                                                                                              |
| 2018      | Great News                             | Cat               | díl: „Catfight“                                                                                                   |